# Thomas-Marie-Gabriel Desmazières
Thomas-Marie-Gabriel Desmazières, (né le 5 novembre 1743 à Beaulieu-sur-Layon et mort le 27 juillet 1818 à Angers) est un magistrat et député de l'Anjou puis de Maine-et-Loire.

## Biographie
Thomas-Marie-Gabriel Desmazières est issu d'une famille de notables, magistrats et juges du sénéchal en poste à Vihiers en Anjou. Lui-même devint en 1761 conseiller au présidial d'Angers.
Le 20 mars 1789, il est élu député du tiers état aux États généraux pour représenter la sénéchaussée d'Angers, jusqu'au 30 septembre 1791. 
En 1791, après la création des départements français, il entre au Conseil général du nouveau département de Maine-et-Loire.
En 1792, l'abolition de la royauté étant décrétée, toutes les administrations subissent d'importants renouvellements. Dans l'attente de décision de la part de la Convention, la place de maire d'Angers étant restée vacante après la démission de Urbain-René Pilastre de la Brardière, devenu député, Desmazières, en sa qualité de vice-maire d'Angers, assume l’intérim municipal du 13 au 30 décembre 1792.
Le 13 mars 1793, il est envoyé comme commissaire du peuple à Cholet lors des Guerres de Vendée.
Le 18 septembre 1798, il devient président du tribunal de district de Vihiers. Le 22 vendémiaire an IV, il est désigné président de l'administration municipale de la commune de Chanzeaux. Le 22 germinal an V, il siège au Conseil des Anciens.
Il contribue au succès du coup d'État du 18 brumaire. Il est choisi par le Sénat conservateur, comme député de Maine-et-Loire, le 4 nivôse an VIII jusqu'à l'an XI (25 décembre 1799 - 1er octobre 1803). Il est nommé ensuite juge au tribunal d'Angers.
Il est décoré de la Légion d'honneur et est nommé chevalier de l'Empire le 5 août 1809.
Le 11 avril 1811, il devient président à la Cour d'appel d'Angers.
En 1775, il a un fils, Thomas-Louis Desmazières, député à l'Assemblée nationale.
Il meurt à Angers le 27 juillet 1818.

## Sources
- « Thomas-Marie-Gabriel Desmazières », dans Adolphe Robert et Gaston Cougny, Dictionnaire des parlementaires français, Edgar Bourloton, 1889-1891 [détail de l’édition]

1. ↑   « Angers et le département de Maine et Loire de 1787 à 1830 par Blordier-Langlois », sur Google (consulté le 11 février 2010), p. 256